# Moonshine River
Moonshine River, titulado Río de aguardiente en Hispanoamérica y Ríos de alcohol en España, es el primer episodio de la vigesimocuarta temporada de la serie de animación Los Simpson. Se emitió el 30 de septiembre de 2012 en Estados Unidos por FOX y el 24 de marzo de 2013 en Hispanoamérica. El episodio fue escrito por Tim Long y dirigido por Bob Anderson. Además tuvo 10 estrellas invitadas: Ken Burns, Zooey Deschanel, Sarah Michelle Gellar, Anne Hathaway, Maurice LaMarche, Don Pardo, Natalie Portman, Kevin Michael Richardson, Al Roker y Sarah Silverman. Deschanel, Gellar, Hathaway, Portman y Silverman repiten sus papeles como las exnovias de Bart, Mary Spuckler (de Apocalypse Cow), Gina Vendetti (de The Wandering Juvie), Jenny (de The Good, the Sad and the Drugly), Darcy (de Little Big Girl) y Nikki (de Stealing First Base), respectivamente. Este es el segundo episodio en donde los Simpson viajan a la ciudad de Nueva York, el primero fue The City of New York vs. Homer Simpson.

## Sinopsis
Tras un terrible accidente durante una carrera de Fórmula 1 en Springfield, se celebra la fiesta de gala ofrecida por el alcalde Joe Quimby. En ella, Bart ve a Lisa bailando con Milhouse y se da cuenta de que todas sus relaciones amorosas siempre duraron poco, ya que las chicas se dieron cuenta pronto de la clase de persona que Bart "es en realidad". Bart, no queriendo creer eso, va a ver a sus exnovias, Jenny, Darcy, Gina Vendetti y Nikki McKenna. Las cuatro le cierran la puerta en la cara. Finalmente Bart se da cuenta de que Mary Spuckler (hija de Cletus) era la única que lo aceptaba como era.
Bart va a la casa de Cletus y éste le dice que Mary se fue antes de que la casaran con otro sujeto. Bart se va, pero un hermano de Mary le dice que ella se fue a Nueva York y le da su dirección. Después de ver un vídeo de él y Mary, Bart se da cuenta de que debe ir a Nueva York, pero la familia no puede costear los gastos, además del hecho de que Homer odia Nueva York. Pero Bart trata de hacerlo cambiar de opinión diciéndole que sus dos edificios más odiados habían sido destruidos (Old Penn Station y Shea Stadium). La familia logra costear los gastos, yendo como "familia de intercambio", y la familia neoyorquina se aloja en la casa de Flanders.
En Nueva York, Bart va a casa de Mary, donde ella le relata que hizo una pequeña fortuna trabajando como guionista y actriz en Saturday Night Live. Bart y Mary salen a caminar, y ella (junto a otros ciudadanos de Nueva York) le cantan una canción a Bart. Justo antes de que se besen, aparece Cletus tratando de llevar a Mary de vuelta a Springfield.
Durante una cena entre Simpson y Spuckler, Bart ayuda a Mary a escapar, pero con la consecuencia de que no se vean nunca más. Mary le dice a Bart que no esté triste ya que habrá otras chicas iguales a ella y se besan ante la mirada de la gente del tren. Cletus y los Simpson llegan a la estación, donde Bart dice que no les dirá a donde se fue. En el tren, Cletus le regala una foto de su familia para que de algún modo recuerde a Mary. Mientras Homer dice que cuando sea mayor tendrá que lidiar con esos problemas.

### Subtrama
La subtrama del capítulo trata acerca de Lisa y Marge tratando de divertirse de manera asequible en Nueva York. Cerca del final del episodio, van a ver una exhibición de Romeo y Julieta de Shakespeare en el parque (Exhibiciones neoyorquinas de las obras de Shakespeare en los parques). Pero la obra se cancela por una pelea entre los actores, los hermanos Baldwin y la familia Sheen/Estevez, que interpretaban a los Montesco y Capuleto respectivamente. Los ciudadanos, furiosos, tratan de irse, pero Lisa les convence de que ellos mismos hagan la obra, aunque al final llega la policía y cierra la obra. Al final del episodio leen las críticas donde atacan la actuación de Lisa

### Créditos
En los créditos la familia dice que los productores están organizando un concurso sobre creaciones de gag del sofá, enviando sugerencias a TheSimpsons.com, donde están las bases del concurso.